# Ed Bulling
Evelyn 'Ed' Bulling (1889–1963) là một cầu thủ bóng đá người Anh thi đấu cho Tottenham Hotspur.

## Sự nghiệp bóng đá
Bulling, một hậu vệ phải, bắt đầu sự nghiệp tại Notts Olympic. Ông gia nhập Tottenham Hotspur năm 1910 và có 2 lần ra sân.